# Nikodem Caro
Nikodem Caro (ur. 23 maja 1871 w Łodzi, zm. 27 czerwca 1935 w Rzymie) – niemiecki chemik.
Urodził się w Łodzi, jego rodzice byli Żydami z Poznania i Warszawy.
Caro studiował chemię na Uniwersytecie Technicznym w Berlinie, zdobywał praktyczne doświadczenie na Uniwersytecie Medycyny Weterynaryjnej w Berlinie jako asystent prof. Adolfa Pinnera (1842-1909), później był docentem na uniwersytecie w Rostocku. Gdy NSDAP zdobyła władzę, wyemigrował przez Szwajcarię do Włoch.
Razem z Adolphem Frankiem wynalazł sposób wytwarzania cyjanamidu wapnia.
Został pochowany w Zurychu. 